# Nova Gajdobra
Nova Gajdobra (ćir.: Нова Гајдобра, mađ.: Wekerlefalva, njem.: Wekerledorf) je naselje u općini Bačka Palanka u Južnobačkom okrugu u Vojvodini.

## Povijest
Nova Gajdobra je bila njemačko naselje do kraja Drugog svjetskoga rata, tako da je prema popisu stanovništva iz 1910. godine od 993 stanovnika njih 937 bili Nijemci što je 94,4% od ukupnoga broja stanovnika. Nijemci su iseljeni a u nihove kuće kolonizirani Srbi.

## Stanovništvo
Prema popisu stanovništva iz 2002. godine u Novoj Gajdobri živi 1.409 stanovnika,  od toga 1.125 punoljetnih stanovnika, a prosječna starost stanovništva iznosi 40,7 godina (39,1 kod muškaraca i 42,2 kod žena). U naselju ima 521 domaćinstavo, a prosječan broj članova po domaćinstvu je 2,70.
Prema popisu stanovništva iz 1991. godine u naselju je živjelo 1.372 stanovnika.
| Etnički sastav 2002. |            |        |
| Narod                | Stanovnika | %      |
| Srbi                 | 1.354      | 96,09% |
| Jugoslaveni          | 15         | 1,06%  |
| Crnogorci            | 7          | 0,49%  |
| Hrvati               | 7          | 0,49%  |
| Slovaci              | 6          | 0,42%  |
| Romi                 | 5          | 0,35%  |
| Muslimani            | 1          | 0,07%  |
| Makedonci            | 1          | 0,07%  |
| nepoznato            | 10         | 0,70%  |

| broj stanovnika | 1547  | 1677  | 1623  | 1433  | 1331  | 1372  | 1409  |
|                 | 1948. | 1953. | 1961. | 1971. | 1981. | 1991. | 2001. |

## Vanjske poveznice
- Karte, udaljenosti vremenska prognoza  Arhivirana inačica izvorne stranice od 4. prosinca 2009. (Wayback Machine)
- [neaktivna poveznica]